# Уголок
Уголо́к — стандартный профиль конструктивных элементов, представляющий собой балку Г-образного сечения. Бывает катаным, тянутым или гнутым. Изготавливается из различного материала: пластик, металл, различные композитные сплавы.
Прокатный металлический уголок применяют практически во всех отраслях, особенно широко его используют в строительной индустрии в качестве жёсткой арматуры для усиления бетона (в сочетании с другими профилями: швеллером и двутавром) в монолитных конструкциях высотных каркасных зданий, в тяжелонагруженных и большепролётных перекрытиях и покрытиях.

## Классификация
Существуют следующие виды стального уголка:
- стальной горячекатаный равнополочный (ГОСТ 8509-93) изготавливают длиной от 4 до 12 м, но допускают изготовление уголков и более 12 м, кривизна их при этом не должна превышать 0,4 % от длины; предназначен для изготовления различных металлоконструкций и крепления к ним кабелей, труб и различной электроаппаратуры;
- стальной горячекатаный неравнополочный (ГОСТ 8510-86);
- стальной гнутый равнополочный (ГОСТ 19771-93);
- стальной гнутый неравнополочный (ГОСТ 19772-93);

## Точность изготовления
По точности согласно ГОСТ 8509-93, ГОСТ 8510-86 прокатки уголок подразделяют на:
- уголок высокой точности — А
- с повышенной точностью производства — Б
- обычной точности — В

## Массово-габаритные размеры
Различают уголок различной длины:
- мерной длины;
- кратной мерной длины;
- немерной длины;
- ограниченной длины в пределах мерной.

Различают сечения согласно стандарту, по которому изготавливают.

## Технология изготовления
Металлические уголки равнополочные и неравнополочные изготавливают на профилегибочных агрегатах из холоднокатаного и горячекатаного листового проката из углеродистой стали обыкновенного качества, углеродистой качественной конструкционной и низколегированной стали.